# Janusz Wielowieyski
Janusz Wielowieyski (Jan Wielowiejski, ur. 11 lipca 1897 w Częstochowie, zm. 29 września 1939 w Tomaszówce) – polski polityk, senator w II RP.  

## Życiorys
Był synem Franciszka Eugeniusza Wielowieyskiego i Heleny z domu Wróblewskiej.
Uczestniczył w wojnie polsko-bolszewickiej w latach 1919–1920 w szeregach 40 Pułku Piechoty Dzieci Lwowskich. Zweryfikowany po wojnie w stopniu porucznika piechoty ze starszeństwem z dniem 1 czerwca 1919 roku. Jako oficer rezerwy pozostawiony w służbie czynnej. Początkowo służył w 40 pp, w 1924 roku został przeniesiony do rezerwy w stopniu porucznika z przydziałem do 27 pp. W 1934 roku posiadał przydział do 64 Grudziądzkiego Pułku Piechoty. Ewidencyjnie podlegał PKU Grudziądz. 
W latach międzywojennych był politykiem. W 1938 roku został senatorem V kadencji (1938–1939) z 
Okręgu Nowogródek z ramienia OZN. 
W kampanii wrześniowej 1939 roku był dowódcą plutonu kawalerii 23. Dywizji Piechoty. Był ofiarą Armii Czerwonej 29 września 1939 roku we wsi Tomaszówka: został rozstrzelany przez żołnierzy radzieckich lub poległ w trakcie operacji II batalionu 84. piechoty przeciwpancernej, który osłaniał przed czołgami sowieckimi przeprawę przez Bug wojsk SGO „Polesie” gen. F. Kleeberga. Został pochowany na cmentarzu parafialnym we Włodawie.